# Lizzy Carbon und der Klub der Verlierer
Lizzy Carbon und der Klub der Verlierer ist ein Jugendbuch von Mario Fesler, das im Juli 2016 im Magellan Verlag veröffentlicht wurde. Es handelt sich um den Debütroman von Fesler und um den ersten Band einer dreiteiligen Reihe um die Figur Lizzy Carbon. Fesler wurde für Lizzy Carbon und der Klub der Verlierer im Oktober 2017 im Rahmen der Frankfurter Buchmesse mit einem Deutschen Jugendliteraturpreis ausgezeichnet.

## Inhalt
Die 13-jährige Elisabeth Carbon, genannt Lizzy, gehört gemeinsam mit ihrer besten Freundin Kristine zu den Außenseitern an ihrer Schule. Auch beim jährlichen Schulfest wird dies wieder deutlich. Leute wie Kristine oder Lizzy werden vorzugsweise für die uncoolen Jobs eingesetzt, was Lizzy dummerweise bei der Vorstellung der Schulfestprojekte auch laut ausspricht. Deshalb bekommt Lizzy die Aufgabe, ein eigenes Projekt auf die Beine zu stellen, mit denjenigen, die sie für benachteiligt hält. Nach und nach entwickelt Lizzy mit ihrem „Klub der Verlierer“ Spaß am eigenen Projekt, das ein Dunkelrestaurant werden soll. Doch dann brechen die Mitglieder des Klubs aus unterschiedlichen Gründen weg und das Dunkelrestaurant ist nicht mehr realisierbar. Mit dem verbliebenen Rest macht Lizzy am Schulfest schließlich etwas völlig anderes – eine Art Kunstperformance, die das Leben als Außenseiter für jeden erfahrbar macht.

## Entstehung
Als Kulisse des Buches diente nach Aussage von Fesler unter anderem die von ihm selbst besuchte Martin-Luther-Schule in Rimbach, wo er während seiner gesamten Schulzeit von cleveren und schlagfertigen Mädchen umgeben war. Daher habe er ziemlich genau gewusst, wie die Heldin seines ersten veröffentlichten Romans auszusehen hatte, so Fesler.
Das Buch wurde im Juli 2016 im Magellan Verlag veröffentlicht (ISBN 978-3-7348-5025-7). Im August 2016 stellte Fesler das Buch bei der 36. Ausgabe des Erlanger Poetenfestes und im September 2017 im Rahmen der Europäischen Kinder- und Jugendbuchmesse in Saarbrücken vor.

## Aufbau
Lizzy fungiert als Ich-Erzählerin der Handlung, die immer wieder durch Einschübe aus Lizzys Tagebuch durchbrochen, ergänzt und kommentiert wird, in dem sie niederschreibt, was an ihrer Schule, aber auch bei ihr zu Hause geschieht.

## Rezeption
Die Gruppe, mit der gemeinsam Lizzy dazu verdonnert wird, ein Schulfest vorzubereiten, spiegelt die unterschiedlichen Facetten des Außenseitertums wider und wird im Buch als Klub der Verlierer beschrieben. Andererseits erzählt das Buch von einer sich entstehenden Gemeinschaft der sonst Gemiedenen und von einem langsamen Rebellieren gegen erlernte Strukturen.
Im Kindermagazin GEOlino urteilte man: „Lizzy und ihre Leute wachsen einem so schnell so sehr ans Herz, dass man unverzüglich den Mitgliedsantrag für den Klub der Verlierer ausfüllen möchte.“

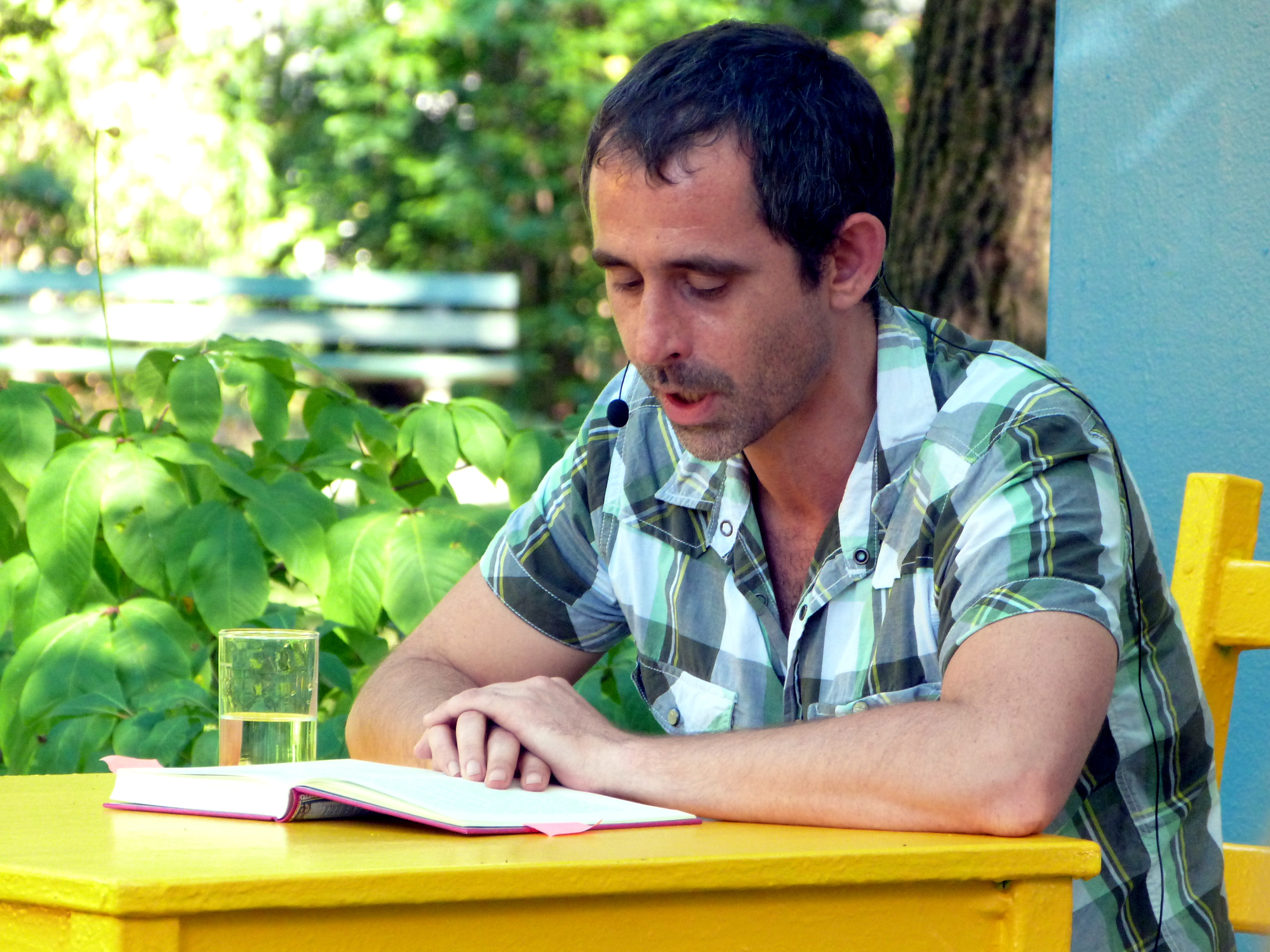
Mario Fesler liest beim Erlanger Poetenfest 2016 aus dem Buch

Britta Selle, Kinder- und Jugendbuchredakteurin von MDR Kultur, sagt, Fesler scheue in seinem Buch nicht vor großen und kleinen Wahrheiten zurück: „Da wird ganz klar von Mobbing und Ausgrenzung gesprochen, da werden Ungerechtigkeiten und Gehässigkeiten gezeigt. Gleichzeitig schaut er auf unterschiedliche Familienkonstellationen und auf die Schwierigkeiten, die das Erwachsenwerden begleiten.“ Selle meint, Fesler halte dem Leser den Spiegel vor, tue dies zum Glück so gar nicht pädagogisch-ermahnend, sondern voller Situationskomik und Augenzwinkern. Selle resümiert in ihrer Kritik, es handele sich um ein wunderbares Buch, das zu Herzen gehe und zum Nachdenken anrege.
Im Rahmen der Europäischen Kinder- und Jugendbuchmesse in Saarbrücken war der Roman für den Deutsch-französischen Jugendliteraturpreis nominiert.
Im Rahmen der Frankfurter Buchmesse wurde Fesler für seinen Debütroman im Oktober 2017 mit dem Deutschen Jugendliteraturpreis ausgezeichnet. In der Begründung der Jury heißt es: „Mit seinem Gefühl für treffsichere Dialoge und der Sympathie für seine Figuren ist Mario Fesler ein besonderes neues Talent und eine Bereicherung für die deutschsprachige Kinder- und Jugendliteratur.“

## Adaption
In der Regie von Peter Lund und zur Musik von Thomas Zaufke wurde Feslers Lizzy Carbon und der Klub der Verlierer als Musical adaptiert. Die Uraufführung fand am 17. Oktober 2023 in Wien im Theater im Zentrum, einer der beiden Spielstätten des Theaters der Jugend, statt.
| Rolle    | Premierenbesetzung Uraufführung Wien (2023) |
| -------- | ------------------------------------------- |
| Lizzy    | Ursula Anna Baumgartner                     |
| Krissi   | Shirina Granmayeh                           |
| Sara     | Lilly Rottensteiner                         |
| Carsten  | Stefan Rosenthal                            |
| Arif     | Curdin Caviezel                             |
| Tagebuch | Isabel Weicken                              |

## Fortsetzungen
Im Juli 2017 wurde mit Lizzy Carbon und die Wunder der Liebe der zweite Band der Reihe veröffentlicht. Fesler ging es darin nach eigenen Aussagen nicht darum, eine 100.000ste Lovestory zu erzählen, sondern einen möglichst breiten Querschnitt durch alles, was Liebe so kompliziert macht zu zeigen; was alles schiefgehen kann, was dabei aber auch richtig laufen kann. In der Fortsetzung, die zwei Jahre nach der Handlung des ersten Buchs angesiedelt ist, hat Lizzy endlich ihren Platz in der Schule gefunden. Im Juli 2018 erschien schließlich ein dritter und voraussichtlich letzter Teil der Reihe. In Lizzy Carbon und die Qual der Wahl landet Lizzy unfreiwillig auf der Kandidatenliste zur Schulsprecherwahl.